# نينا موراتو
نينا موراتو (بالفرنسية: Nina Morato)‏ هي مغنية وممثلة فرنسية، ولدت في 2 مارس 1966 بباريس في فرنسا.

## وصلات خارجية
- نينا موراتو على موقع IMDb (الإنجليزية)
- نينا موراتو على موقع ألو سيني (الفرنسية)
- نينا موراتو على موقع ميوزك برينز (الإنجليزية)
- نينا موراتو على موقع أول موفي (الإنجليزية)
- نينا موراتو على موقع قاعدة بيانات الأفلام السويدية (السويدية)
- نينا موراتو على موقع أول ميوزيك (الإنجليزية)
- نينا موراتو على موقع ديسكوغز (الإنجليزية)
- نينا موراتو على موقع قاعدة بيانات الفيلم (الإنجليزية)
- نينا موراتو على موقع كينوبويسك (الروسية)